# Mực (in viết)

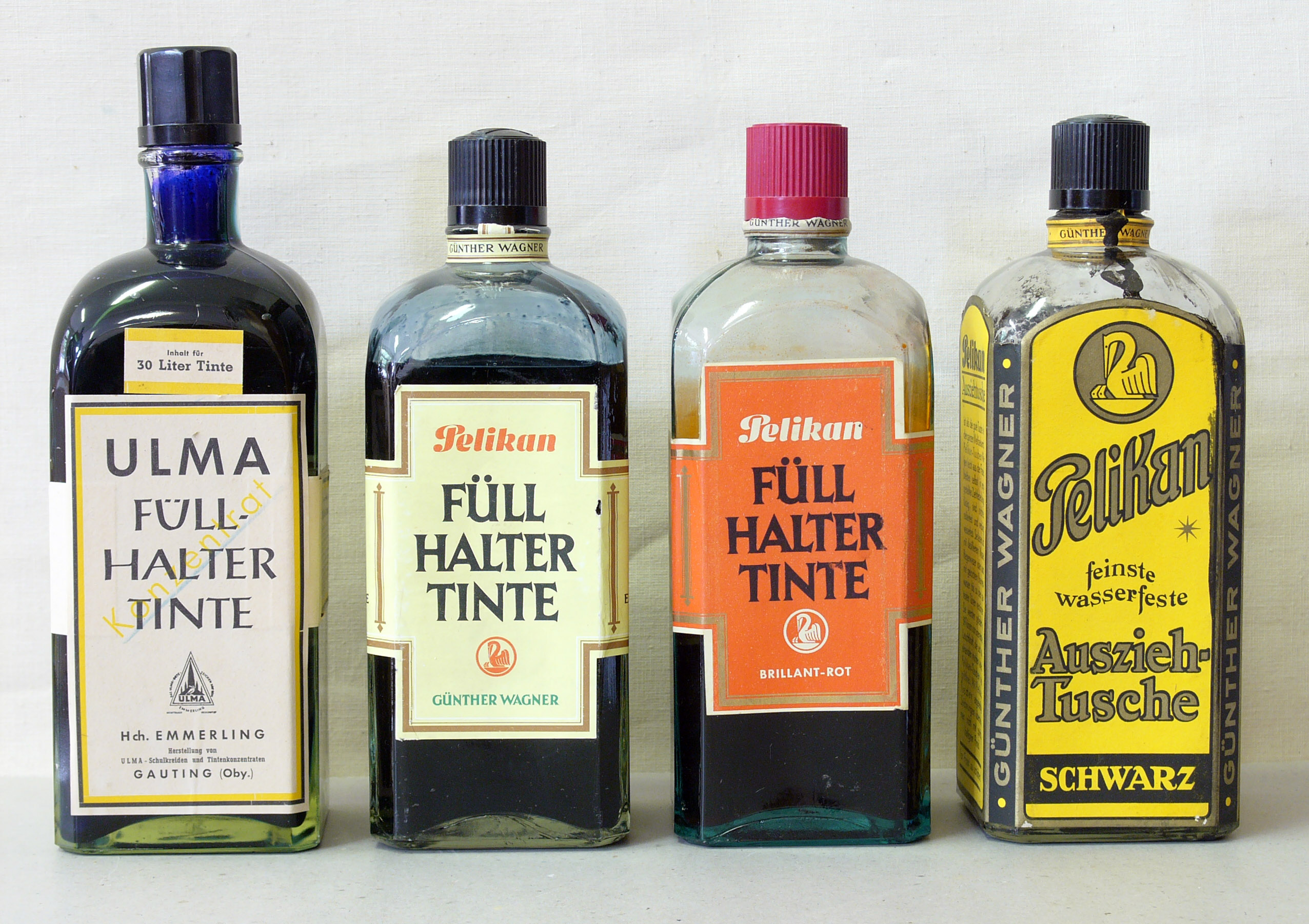
Các chai mực in từ Đức.

Mực là dung dịch lỏng hoặc nhão chứa chất màu hoặc phẩm nhuộm được dùng để viết lên một bề mặt để vẽ hình, viết chữ hoặc thiết kế. Mực được dùng để viết hoặc vẽ với bút mực, chổi quét. Nhiều loại mực được sử dụng trong in ấn.